# Ferdinand Heye
Ferdinand Heye (* 13. Juli 1838 in Bremen; † 26. Juli 1889 in Düsseldorf-Gerresheim) war ein deutscher Unternehmer, der 1864 die Gerresheimer Glashütte gründete.

## Biografie
Heye war der vierte und jüngste Sohn des angesehenen Kaufmanns Caspar Hermann Heye, der sich 1819 in Bremen niedergelassen und zu seinem Handelsgeschäft die Obernkirchener Glashütte (siehe Heye International) erworben hatte. Sohn Ferdinand ließ sich 1864 als 25-Jähriger seinen Erbteil von 30.000 Talern auszahlen und gründete im südlichen Gerresheim (heute Düsseldorf-Gerresheim) die Gerresheimer Glashütte, die schon bald Weltruhm erlangte.
Für Heye war das Wohlergehen seiner aus weiten Teilen Europas herangeholten Arbeiter ein wichtiges Anliegen. So gewährte er seinen Arbeitern von Beginn an kostenfreie Unterkunft und auch Steuerfreiheit. Die von Heye errichteten Werkswohnungen hatten unter anderem einen fensterlosen Raum für die Tagesruhe der Nachtschichtarbeiter und bekamen auf einer internationalen Ausstellung die höchste Auszeichnung für sozialen Fortschritt. Seit 1867 finanzierte er die Betriebskrankenkasse und die Unfallversicherung. Die von ihm eingeführte Versorgungskasse war eine Art Rentenversicherung. Für die alten und arbeitsunfähigen Angehörigen der Glasfabrik Gerresheim wurde das Ferdinandheim errichtet, das ihnen einen Zufluchtsort bot. Heye gründete Chöre und Musikkapellen, eine Werksbibliothek mit Lesesaal, das Heyebad, einen Athletenclub und einen Radfahrverein.
1874 führte Heye ein 1867 von Friedrich Siemens entwickeltes Schmelzverfahren zur kontinuierlichen Glasschmelze ein, das dazu führte, dass die bis dahin völlig unregelmäßigen Arbeitszeiten sich den Bedürfnissen der Arbeiter und ihrer Familien anpassten, „damit die Arbeiter alle Hauptmahlzeiten im Kreise ihrer Familie einnehmen können“. Die Gerresheimer Glashütte konnte sich so rühmen, mit Schichten von 7,5 Stunden Dauer den Achtstundentag bereits unterboten zu haben, als in anderen Branchen noch Arbeitszeiten von zehn und mehr Stunden üblich waren. Die Produktionsleistung des Werkes wurde durch dieses Verfahren verfünfzigfacht.
Die Mutter von Heye schenkte dem Ort Gerresheim 600 Taler und ein zwei Morgen großes Grundstück für den Bau einer Schule, in der ab 1868 ein einzelner Lehrer mit Unterstützung durch einen 16-jährigen Helfer ganze 200 Schüler – die sogenannten Püsterkinder – unterrichtete. 1884 ließ Heye die schnell wachsende Schule auf eigene Kosten nochmals wesentlich erweitern.
Heye führte 1875 die einheitliche Mineralwasserflasche mit Klebeetikett ein, die die bis dahin benutzten Tonkrüge ablöste. Um 1900 produzierte die Gerresheimer Glashütte mit ihren Nebenstellen 140 Millionen Flaschen für nahezu alle Staaten der Welt.

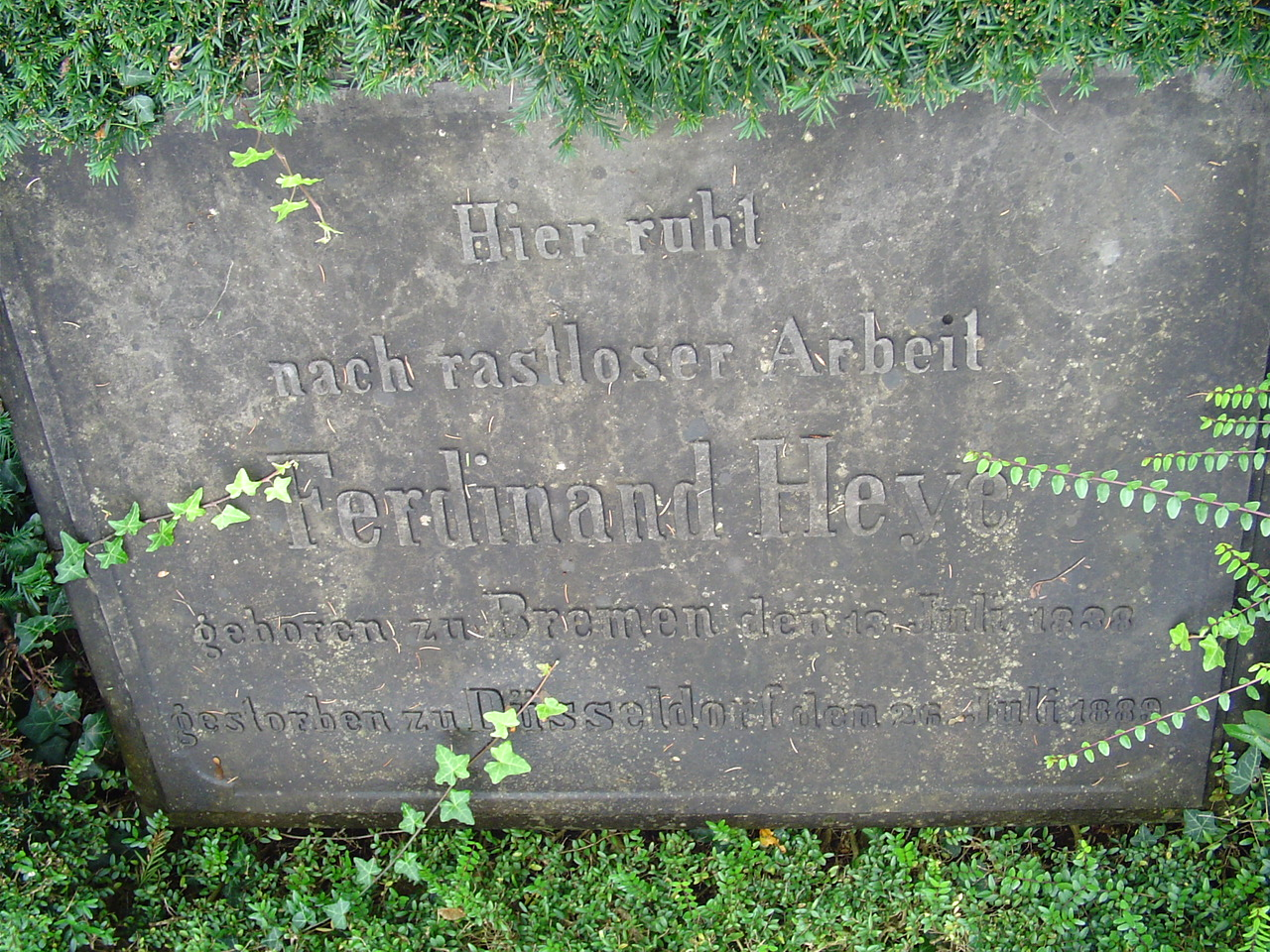
Grabstein Ferdinand Heye auf dem Nordfriedhof Düsseldorf

## Ehrungen
- Heye wurde mit dem preußischen Ehrentitel Kommerzienrat ausgezeichnet.
- Die Heyestraße, Hauptstraße im südlichen Gerresheim, an der sich sowohl das ehemalige Haupttor der Hütte als auch viele der Werkswohnungen befanden, wurde nach ihm benannt.